# Ratina
Ratina (cyr. Ратина) – wieś w Serbii, w okręgu raskim, w mieście Kraljevo. W 2011 roku liczyła 3210 mieszkańców.